# Édouard Tribouillard
Édouard Tribouillard (né le 28 mars 1920 à Mathieu (Calvados) et mort le 19 mars 2008 à Caen) est un écrivain et journaliste français.
Ancien rédacteur en chef de Liberté de Normandie, le bas-normand Édouard Tribouillard est l'auteur de plusieurs récits historiques. Il est l'un des cofondateurs de la Société des auteurs de Normandie.

## Œuvres
- Le Vieux Caen d'autrefois.
- Les Frères Tribouillard, Laffont  (ISBN 2221005511)
- Après la bataille : la survie dans les ruines, avec Armand Oresme, Mémorial de Caen  (ISBN 2737312809)
- Et de Mathieu la lumière vint
- La geste du bâtard, avec Claude Maizeret, Heimdal, 1975.